# Doto antarctica
Doto antarctica Eliot, 1907 è un mollusco nudibranchio della famiglia Dotidae.

## Distribuzione e habitat
Antartide, Isole Shetland Meridionali, dai 21 ai 160 metri di profondità.